# 山本蓮加
山本 蓮加（やまもと れんか、1997年5月21日 - ）は、日本の元AV女優。

## 略歴
2020年デビュー。
2020年11月、跡美しゅりを中心に結成したセクシーアイドルグループ「みっぴぃな」に結成メンバーとして参加。
2023年5月22日週FANZA動画フロアランキングにて、出演した『BAZOOKA 冬の大感謝セール コスパ最強ノーカットベスト爆乳限定2749分』（BAZOOKA）が1位を記録。
2023年11月6日、自身のX（旧Twitter）にて、2024年3月31日をもってAV女優を引退し、事務所のバンビプロモーションからも退所することを発表。AV女優引退に伴い、アイドルグループ「みっぴぃな」からも卒業となる。
2024年2月23日、山本の引退発表を受けて「みっぴぃな」で共に活動していた星仲ここみが企画・プロデュースしたイベント「山本蓮加卒業式～ここみんと一緒に送り出そう～」を東京・レフカダ新宿にて開催。イベントは山本、星仲に加え、「みっぴぃな」の中心人物である跡美しゅりも参加し行われた。また3月2日には、みっぴぃなトークイベント『山本蓮加 みっぴぃな卒業式』を東京・渋谷で開催した。

## 作品

### アダルトビデオ
- 元東北ご当地アイドル 現タピオカ屋さん とってもエッチなGカップ 山本蓮加 AVdebut（1月31日、赤面女子）
- 親友対決! 固定ディルド腰ふり競争1000回ふらなきゃ帰れまセン!! 6（3月13日、はじめ企画）
- 濡れてテカってピッタリ密着 神スク水 山本蓮加 美少女から人妻まで可愛い女子のスクール水着姿をじっとりと堪能! 着替え盗撮から始まり貧乳から巨乳にパイパン、ハミ毛、ジョリワキ等のフェチ接写やローションソーププレイやスク水ぶっかけに生中出し等を完全着衣で楽しむAV（3月26日、親父の個撮）
- 素人娘のオマ○コに今まさに密着している絶賛使用中の汚パンティー 12人4時間13分スペシャル（4月1日、映天）
- んな事ある!? 彼氏と間違えて弟を即尺!? 途中で人違いと気づくも時すでに遅し、盛（サカ）った若い姉弟は止まらない! 禁断〈タブー〉の濃厚ベロチュー近親相姦!!（4月3日、DOC）
- 姑息! ゴム取りおじさん VS 生中NG新人女優 水沢つぐみ & 山本蓮加（4月7日、パコパコ団とゆかいな仲間たち/妄想族）
- 時間停止させられた淫乱メイドはコンマ0秒で濃縮絶頂しながら中出しされていた。 如月夏希 山本蓮加（4月13日、ダスッ!）
- 童貞絶倫少年の連続追撃アクメでぶっ壊れセックスモンスター化した義姉。 山本蓮加（4月19日、ROYAL）
- シリガル-silly girl- vol.2（4月25日、あんず/妄想族）
- SNSで知り合ったエッチ大好き女子○生と青春オフパコ動画（5月8日、SWITCH）
- フロントホックブラ誘惑4向かいの部屋の巨乳美女をこっそり覗いていると、恥じらいながらもフックを外し、僕を誘惑し始め…理性を失った僕は誘われるがままその豊満なおっぱいをこれでもかと味わい尽くした日の話。（5月15日、DOC）
- マジックミラー号 看護師限定 「絶倫ち○ぽ診察してくれませんか?」 勃起が収まらなくて困っている男性をあの手この手で優しく導く白衣の天使たち3名収録（5月21日、SODクリエイト）
- フェアリーテール 3 超ミニスカとポロシャツが良く似合う元グラビアっ娘 山本蓮加（5月27日、First Star）
- 痴女清掃員のゴム手袋手コキマゾ射精WASH! 3（6月7日、MEGAMI）
- 嫁いでいく姉と過ごす最後の1日。 山本蓮加（6月12日、ヒメゴト）
- 入浴パコパコSTRONG ERO ver.03 風呂でストロング飲んでパコりたい。 山本蓮加（6月27日、MERCURY）
- デカ尻ケツマ○コビッチ 山本蓮加（7月19日、ドグマ）
- エゴマゾ君と寸止めちゃん 性悪Ruined orgasm! 山本蓮加（7月25日、M男パラダイス）
- 「もっかいする?」たぬき顔の巨乳ちゃんはHの時はカワイイ獣 山本蓮加（8月1日、S-Cute）
- 新婚の僕が出張先で女上司とまさかの相部屋 朝から晩まで性奴隷にされた逆NTR 山本蓮加（8月13日、Fitch）
- 想像できない誰にも見せられない有名私立女子●生の本性丸出しナマ交尾 09（8月14日、宇宙企画）
- 地味なオフィス事務員はM男殺しなペニバン痴女様でした。山本蓮加（8月25日、MEGAMI）
- 催淫洗脳された美少女姉妹は嫌がりながらも淫乱ビッチになっていた 弥生みづき 山本蓮加（8月25日、ダスッ!）
- パンストの誘惑 山本蓮加（9月1日、プラネットプラス/クローズ）
- 一般男女モニタリングAV 職場の同僚ドッキリ企画 出張先のビジネスホテルで憧れの女先輩と後輩男子が2人っきりでまさかまさかの相部屋宿泊! 次々と巻き起こるエッチなハプニングで急接近した同じ職場の男女が会社に内緒の生ハメセックス! 4（9月7日、DEEP'S）
- 平日の暇な時間帯のメンズエステでW施術を薦められてお願いしたら欲求不満な奥さまセラピストに連続射精させられた VOL.2（9月10日、DANDY）
- 小悪魔お姉さん山本蓮加のM男ハメ撮り調教（10月9日、REAL）
- こういう子とヤリたいなって感じの女子を騙してAV撮影! 感度良好なカラダを鬼責め連続絶頂 山本蓮加（10月13日、BALTAN）
- 親友対決! 固定ディルド腰ふり競争1000回ふらなきゃ帰れまセン!! 8（10月13日、はじめ企画）
- 「せっかくだからヌイてあげる、手でシュシュッてするだけだし…」 可愛い子が多いと噂の手コキ専門のデリバリーをホテルに呼んだら何と来たのは義妹。（10月19日、Hunter）
- 素人ハメ撮り おっぱい先生 2（10月23日、TMA）
- 素人女子大生ガチナンパ! うぶな美少女に生まれて初めての女性向け風俗体験してもらいました! 3 禁止の本番までしちゃった素人娘 & イケメン4組（10月23日、赤面女子）
- 僕が先に好きだったのに、図書委員のあの子は今ラグビー部の主将と付き合ってる 山本蓮加（11月19日、かぐや姫Pt/妄想族）
- 若すぎる父の後妻 山本蓮加（11月1日、プラネットプラス/七狗留）
- 素人娘の全裸図鑑 14 今時の女の子13名が恥らいながら脱衣していく様子をじっくり撮影した、変態紳士のためのヘアヌードコレクション（11月19日、かぐや姫Pt/妄想族）
- 隣に夫がいる状況でマッサージ中のクリ責めを拒めず膣内にローターを何個も挿れられ声も出せず絶頂する敏感妻（11月26日、ナチュラルハイ）
- 「えっ誘惑されてる!?」 巨乳兄嫁の誘惑が半端じゃない! 兄貴には絶対言えないw兄嫁にメタくそハメ倒されちゃったボク…（11月27日、DOC）
- 同僚に内緒で社内パパ活してくる女子社員の誘惑 仕事中でも色目使ってパンチラを見せつけボクを勃起させ、隣に座って皆にばれないようにズボンに手を入れてチ○ポを擦ってくるソソる女子社員!（12月10日、SOSORU×GARCON）
- シリーズ50回記念!! ついに恥らい娘達の卑猥なワレメが餌食!? タオル一枚男湯入ってみませんか? 掟破りの過激挿入ミッションでおじさんチ○ポは大暴走! 10名全員SEX超豪華8時間SP（12月10日、SODクリエイト）
- 眼帯ビキニ & 包帯ビキニを着て過激密着でオトコを天国級の快楽にエスコートする派遣整体師（12月11日、BAZOOKA）
- ストリップ劇場 ニュー目黒DX マル秘ヌキ本番サービス 2020 winter公演（12月11日、SCOOP）
- お金さえ払えば何でもシテくれるセックス大好き! 現役J○とホテルで生姦!（12月18日、クリスタル映像）
- 「あなたのためなの、ゴメンね…」 闇金に追われる夫のためにその身を捧げる美尻妻 山本蓮加（12月19日、アクアモール/エマニエル）

- 公開処刑（1月7日、Hunter）
- 洗脳ドリル ランジェリーオフィス編 新村あかり 通野未帆 皆月ひかる 山本蓮加 森日向子（1月8日、SODクリエイト）
- 素人コスプレイヤーを媚薬バイブでアクメ強姦! 11（1月15日、Z-MEN）
- ボクの布団に朝帰りしたヤンキー義妹がもぐりこんできて… 4（1月15日、Z-MEN）
- 大嫌いなオヤジ相手なのに大量潮吹き! 絶対にイクって認めないクソ生意気な金髪制服ギャルに恥ずかしいお漏らしSEXで倍返ししまくった記録ビデオ（1月19日、kira☆kira）
- すごい真面目なのに万引きしてしまった教え子を叱責する代わりに快楽責めでイカせまくる!（1月21日、SOSORU×GARCON）
- 完全主観 やり放題 カラダをウリにする銀河級美少女 Vol.003 山本蓮加（2月12日、宇宙企画）
- 超接写! 乳首で何度もイキまくるアルティメットおっぱい Vol.4（2月12日、BAZOOKA）
- 人妻12人! 自画撮り ビチャビチャ指入れイキ膣痙攣オナニー（2月15日、ロータス）
- 社内飲み会で酔ったソソる女子社員の欲求不満大爆発!! 在宅勤務で希薄になった人間関係を盛り上げようと社内で飲み会を開催!（3月11日、SOSORU×GARCON）
- 親友対決! 固定ディルド腰ふり競争1000回ふらなきゃ帰れまセン!! 9（3月13日、はじめ企画）
- お一人様限定 高級二輪車ヘルス 山本蓮加 麻倉なな（3月25日、ダスッ!）
- 競泳水着と可愛い子 05（4月9日、アキバコム）
- フトモモに顔を埋めたい衝動、太腿で顔を挟まれ落とされたい願望（4月19日、アロマ企画）
- 「一緒にお風呂入ろっか!」 従姉妹が大人のボインに成長したカラダくっつけ洗うふりしてギン勃ちチ○ポ握ってきます。まちがってワレメに入っても知らないからね!（4月22日、SWITCH）
- パンティ越しのマン土手で窒息しそうな顔騎責め（5月7日、アロマ企画）
- エッチな女子○生の濡れ染みパンチラオナニー（5月19日、アロマ企画）
- 妄想アイテム究極進化シリーズ 催眠洗脳テレワークくん（5月20日、ROCKET）
- 僕の家庭教師が「分からないと思ったのにな。バレちゃったか」と巨乳なのにノーブラぴったりニット姿なので気になって仕方ない! 我慢出来なくなって顔を埋めて揉みまくったら顔を赤らめて抵抗しないので子宮の奥に溜め込んだザーメンをブチまけちゃいました!（5月20日、アイエナジー）
- 3つのエロポーズで見せるおま○ことアナル（5月25日、アロマ企画）
- つけ爪でコリコリこりこり刺激され続ける超絶睾丸回春サロン（6月7日、アロマ企画）
- 素人奥様ナンパ 童貞君の包茎チ○ポをむいて洗ってあげてもらえませんか? 久しぶりに見るギンギンチ○ポに発情! 優しく筆おろしセックスしてくれました!（6月10日、アイエナジー）
- 痴漢を邪魔する正義感女子大生にイっても止めない追い打ちイカセ 2（6月24日、ナチュラルハイ）
- 親の目を盗んで家庭教師を誘惑するエロビッチ女学生!! 真面目な俺にエロい質問ばかりでエロに目覚めた女子学生の好奇心は止まらない!（6月24日、SOSORU×GARCON）
- みんなで乱交 9発射（6月27日、MERCURY）
- 本気の白濁マン汁を垂れ流してイキまくる!! 素人娘のおま○こズボズボ指オナニー 3（7月1日、OFFICE K’S）
- 美人すぎる巨乳ナースがオナニー出来ない僕を不憫に思ったのか「内緒ですよ…」とこっそりパイズリ抜き！そのまま巨乳が揺れ弾く騎乗位ピストンSEX!（8月20日、DOC）
- アナルのシワの数までハッキリわかる! ノーモザイク連続絶頂アナル見せオナニー 3（8月26日、アイエナジー）
- 恥ずかしいまんまんおっぴろげ! いっぱい見せつけて感度上々↑↑ アへ顔晒して快感にどっぷり浸る制服美少女の見せつけ指ズボオナニー 完全主観の指ジュボ9人＋1全編撮卸240分（9月21日、無垢）
- 全裸聖水飲ませ 2（11月9日、犬/妄想族）
- 女性専用 乳首こねクリニック健康診断（11月11日、ROCKET）
- ゾウさんパンツでフェラ10人 ブリーフの先っちょからチ●ポを引っ張り出して喉奥でグポグポする気持ちいいフェラチオ 5（12月7日、かぐや姫Pt/妄想族）
- 夫婦交換スワッピング! 夫の見てる前で他所の旦那のチ○ポ挿されイキまくる欲しがり妻（12月9日、SWITCH）
- お金が無いので、抜き無しの出張メンズエステも良いかなと頼んでみると、ノリノリエロギャルがやってきた! すると、やたらオイルでチ○コを揉んでくるエロギャル! 驚きつつも、まあ良いかと思っていたら…「ビンビンだねセックスしようか」とストレートの申し込み!! いや、お金が無いからと言うと「お金なんか要らないよチ○ポが欲しいんだよ」と、抜かないはずがガチ本番でソソられまくり精子をしこたま抜かれてしました!!（12月23日、SOSORU×GARCON）
- エクササイズ配信に夢中の義姉は再生回数を稼ぐためパツパツ尻 & 谷間を見せまくりでエロ過ぎ! その姿に我慢できず気付けば激ピス & 抜かずの連続中出し!（12月28日、Hunter）
- アパートの階段に溜まっているヤンキー女子たちがカワイくてエロ過ぎる格好をしているので思わずガン見したら… 引っ越した先のアパートは治安が悪くてヤンキー女子たちが階段をふさいで通れない!（12月28日、Hunter）

- 絶対お触りNGのメンズエステ嬢に意気消沈からの奇跡の大逆転勃起!（1月11日、Hunter）
- ストリップ劇場 ニュー目黒DX マル秘ヌキ本番サービス 2022特別公演（2月8日、椿鳳院）
- 最終電車でW痴女とまさかの遭遇! 向かいの座席でWパンチラしてくる美脚女の誘惑で勃起したらサンドウィッチ状態で何度もヤられた（2月10日、DANDY）
- 「私で勃起しちゃったの? 世話の焼けるお兄ちゃんだ!」 7つも年下のくせに数日親が家を空けると母親ぶって下の世話まで焼いてくる妹。（3月8日、Hunter）
- 巨乳の母姉妹は僕に挿入されても気づかない 宝田もなみ 山本蓮加 大原あむ（3月24日、ROCKET）
- 乳首オナニーでイク15人の女たち! ～女の性感スイッチ『乳首』でイキ狂うド淫乱淑女たち!（5月24日、セレブの友）
- 一般男女モニタリングAV 家族旅行中の姉弟が温泉風呂で過激ミッションに挑戦! 心優しい巨乳のお姉さん! 童貞の弟くんの包茎ち○ぽの皮を剥いて洗ってもらえませんか!? 敏感亀頭を泡洗いされてフル勃起した可愛い弟ち○ぽに火照ってしまった姉マ○コはそのまま筆おろし!! 両親には内緒の近親相姦連続中出し! 15発（6月21日、DEEP'S）
- 「こんなところでゴメンなさい…。でも、もう我慢出来なかったの…」トイレが故障で使えず膀胱限界の放尿婦人 36人（6月21日、アクアモール/エマニエル）
- 今、私のパンツ見たよね? 見せつけてるようにしか思えない脚の開き方でボクの勃起を誘発してくるエッチなお姉さんの思わせぶりなパンチラトラップ 2（6月28日、Hunter）
- その突き出し尻はワザと? 女子社員がピタパン突き出し尻でパン線丸出し! ボクは気になって仕事にならない!（10月11日、Hunter）
- 顔出し解禁!! マジックミラー便 一流企業で働くパンツスーツのピタパン尻OL編 vol.05 8人全員SEXスペシャル!! タイトなパンツスーツに包まれたパッツパツのむっちり尻を揉みしだかれ恥じらいながらも濡れてしまったエリートおま○こにデカチン挿入!!（10月18日、DEEP'S）
- 証明写真機突撃ナンパ!! 『就職内定率を上げる方法』教えますと就活生に裸のAV男優と模擬面接させたらモジモジしながらマン汁だだ濡れ発情『もうこのまま挿れて』とそのまま生ハメ内定中出しSEX!!（12月16日、ゲッツ!!）
- 角オナで鍛えたスーパーロデオ騎乗位でボクは瞬殺! 人目を盗んでは股間を角に押し当て擦り付ける女子…。（12月27日、Hunter）

- ホテルで働く女性スタッフ限定 職場盗撮ハイエナ睡眠姦 お香睡眠導入剤を使った単独犯行の記録（1月3日、FunCity/妄想族）
- 『一週間だけでいいから泊めてくれない?』 ワケあり女子（後輩、従姉、先輩の女…etc）と一週間同居生活でヤリまくり中出ししまくり生活! 2（1月24日、Hunter）
- 羞恥洗脳! ハイグレ人間にされちゃった 8（2月9日、ROCKET）
- ここだけの話、脚や腿に特化した作品内のパンチラって結構ヌケると思う VOL.2（2月28日、アロマ企画）
- 妄想アイテム究極進化シリーズ シン・ボディジャック PART.3（3月9日、ROCKET）
- 一般男女モニタリングAV マジックミラーの向こうには自慢の妻! 旦那の寝取られ願望実現企画! 記念日の『メモリアルヌード』撮影中の素人奥様に共演男性モデルがフル勃起デカチ○ポ見せつけ! 9（3月21日、DEEP'S）
- 赤面素人さんに ビキニ素股でローション使って超ヌルヌルにしたらビン勃ちチ●ポがぬるんと入って計画的アクシデントで生中SEX出来ました♡（3月28日、SCOOP）
- 究極のオナサポ! 主観命令オナニー! エロい身体で最高の射精に誘う厳選人気美女優15人!（4月25日、セレブの友）
- 妄想アイテム究極進化シリーズ 強制マンバギャル化ビーム（5月11日、ROCKET）
- セックスしかさせてくれない義姉。新しく一緒に暮らす事になった義姉とは会話もない。目も合わせてもくれない。いつまでたってもセックスのみ。（7月11日、Hunter）
- 痴漢盗撮 & 中出し素人娘 媚薬オイルマッサージ Vol.26 超強力媚薬を配合しマッサージオイルを施術中に知らずに塗りこまれたオンナは、身体の火照りに驚き、チ○ポを欲しがる自分に戸惑い、垂れ出したマン汁に恥ずかしがりながらも生ハメ中出しまで欲してしまう!（7月20日、親父の個撮）
- 一般男女モニタリングAV 絶倫巨乳妻と童貞男子がザーメン20mlを溜めるまで出られないラブホからの脱出に挑戦! 2 旦那とはご無沙汰の奥様が初めて逆ナンパした男子大学生を射精させるために手コキ・オナホコキ・フェラ・筆おろし! 何発出しても萎えない年下チ○ポと大量の精子を目の当たりにして大興奮の人妻マ○コは満足するまで何度も生挿入で連続中出し!（8月1日、DEEP'S）
- 相部屋OLアナル舐め夜這い いつも強気なデカ尻女先輩のモワッと匂う尻穴を舐めほじると… まさかの発情メス顔イキ! ひくひくケツ穴おっぴろげで肛門クンニを求めてきたので朝まで生中出しSEXしてあげた inラブホ（8月15日、DEEP'S）
- 『ちょっと股間があたってます…』 ゼロ距離超密着指導のスタイル抜群の美人パーソナルトレーナー!（9月12日、Hunter）
- 玄関開けたら秒で顔騎! 学校から帰って玄関を開けたら常に欲求不満な義姉にいきなり押し倒され顔騎! 顔に股間をこすり付けられ勃起チ○ポにロックオン!（10月10日、Hunter）
- 欲求不満の若妻が男性エステティシャンに連日キワキワを責められ続け、体が反応してしまい声も我慢できず勃起チ○ポを自ら求めてしまうまでの一部始終。（10月10日、Hunter）
- 「お姉ちゃんの方が気持ちいいでしょ?」 彼女が絶対させてくれない中出しまでさせてくれる嫉妬に狂ったブラコン義姉。（10月31日、Hunter）
- マル秘発掘プロジェクト キャバ嬢Get! 有名女優のアフターSEX SPECIAL（11月7日、MAX-A）
- 親友みたいな仲良し母娘ナンパ ビキビキにいきり立ったチ○ポを見せつけ欲望に負けた母親とそれを見て興奮してしまった娘の親子丼 3（11月10日、ホットエンターテイメント）

- 街行く素人お嬢さん! 乳首オナニー見せてくれませんか? 26人!（1月9日、Hunter）
- 眠剤混入悪徳エステ 拘束開発鬼イカセ 2（2月22日、FALENO TUBE）

### VR
- トルネードフェラVR（2月26日、KMPVR）
- 覆い被さり正常位視点VR（3月10日、KMPVR）
- 幼馴染と朝までイチャラブ! イキ顔ガン見ナカ出しSEX!! 山本蓮加（4月27日、P-BOX VR）
- VR 女子○生 ハメ撮りVR 山本蓮加（6月4日、Yellow Pinkman）
- 呼吸を忘れるほど美しい乳時雨 二人の巨乳若女将が最高峰のおもてなしで射精へと導くW回春旅館 春風ひかる 山本蓮加（6月22日、KMPVR-bibi-）
- Gカップ超美巨乳新人ナース 真夜中のパンスト看護! 山本蓮加（7月2日、VR総研9課）
- ナマ脚観察VR（8月4日、KMPVR）
- 小悪魔女子のエッチな誘惑 山本蓮加（9月4日、CASANOVA）
- お尻ぺんぺん & スパンキング（10月7日、ROOKIE）
- 1日後に死ぬボクに舞い降りたSEX案件 突然美女8人が余命1日の僕の元へ次々に押し寄せ性欲介護の看取りSEX（10月14日、ROOKIE）
- 童貞クン家で童貞狩り ver.VR 山本蓮加（12月11日、ワープエンタテインメント）
- VR ドエスどすえ。ハイクオリティ（12月15日、ガン見隊）

- 巨乳ギャルに必要以上の睾丸責めで圧倒される最高感覚 山本蓮加（2月15日、KMPVR-bibi-）
- 巨乳ギャルに好き放題に犯され性処理道具として扱われる快楽 山本蓮加（3月15日、KMPVR-bibi-）
- 8名の美少女から注がれる愛液!! 女子校生からの唾液移しVR（4月9日、KMPVR）
- VR乳揉みインタビュー（6月19日、ガン見隊）
- VR 若奥様は裾まくり! 第2話 ハイクオリティー（9月7日、仮想空間少女伝説）

- ピッタピタ競泳水着 × 窒息顔騎VR（7月20日、KMPVR）
- 女の子のカラダで絶頂したい人へ（8月10日、KMPVR）

### イメージビデオ
2020年
- 純系全開物語 20才・バスト90cm・Gカップ 椛澤智花（3月13日、スリーナイン）※「椛澤智花」名義
- 表参道おしゃれカフェ巨乳店員デビュー（5月29、スパイスビジュアル）※「長谷川アン」名義

2021年
- 夏ごころ (PPMN-109)（7月23日、CRANE）※「夏目れんか」名義

2023年
- 夏ごころ (FANDS-031)（12月20日、FANDS）※「夏目れんか」名義

### デジタル写真集
2023年
- デジグラ・デラックス 山本蓮加 001（2月3日、ラビリンス）
- デジグラ・デラックス 山本蓮加 002（5月19日、ラビリンス）
- デジグラ・デラックス 山本蓮加 003（6月16日、ピンク倶楽部）